# Bethlen Pál
Bethlen Pál (Kolozsvár, 1883. szeptember 11. – 1971. szeptember 9.) magyar ügyvéd, nagybirtokos, felsőházi tag.

## Élete
Református vallású, nagybirtokos családban született. Tanulmányait részben szülővárosában, részben külföldi egyetemeken végezte; már ügyvédjelölti évei alatt az egyetemi ifjúság egyik vezetője lett. Önkéntes katonai évének leszolgálása után, 1910-ben ügyvédi vizsgát tett, majd hosszabb külföldi útra ment, hazatérve pedig ügyvédi irodát nyitott.
Huszonhét éves korában, 1910-ben került be először az országgyűlésbe, akkor a bethleni választókerület munkapárti programmal választotta meg képviselőjének. Az első világháborúban mint a közös 6. huszárezred tartalékos főhadnagya, olasz és szerb hadszíntereken teljesített szolgálatot és több kitüntetésben részesült.
A háború végét követően egy időre visszavonult a politikai élettől: részint ügyvédi hivatásának szentelte idejét, részint pedig sajószögedi birtokán gazdálkodott. A parlamenti felsőház megalakulása után azonban újból bekapcsolódott az országgyűlési munkába, mint az örökösjogú főrendi családok képviselőinek egyike; hosszabb időn keresztül volt a felsőház jegyzője[mikor?].
További társadalmi szerepvállalásai közül említést kíván, hogy elnöke volt a Berettyó Vízszabályozó és Ármentesítő Társulatnak és a Dohánytermelők Országos Egyesületének, alelnöke az Állandó Dohánytermelési Szaktanácsnak, választott tagja a Duna–Tisza-völgyi Társulat Központi Bizottságának és tagja az Árelemző Bizottságnak. Egyháza életében is tevékeny részt vett: főiskolai világi gondnoka volt a Tiszáninneni református egyházkerületnek és gondnoka az alsózempléni egyházmegyének.